# Atelolathys
Atelolathys is een monotypisch geslacht van spinnen uit de  familie van de Dictynidae (kaardertjes).

## Soort
- Atelolathys varia Simon, 1892